# トゥラクルガン
トゥラクルガン (ラテン文字:Turakurgan, Turakurgon, Turaqurgon、ウズベク語: To'raqo'rg'on / Тўрақўрғон、ロシア語: Туракурган) はウズベキスタン・ナマンガン州の都市である。州都のナマンガンからは西に約8kmの地点に位置する。2012年の人口は30,447人である。「トラクルガン」と表記されることもある。

## 概要
1979年に都市として設立された。州都ナマンガンの衛星都市としての役割を果たしている。街の郊外にはナマンガン空港がある。

## 教育施設
- トゥラクルガン地区第38学校[4]